# Kick Out Zwarte Piet

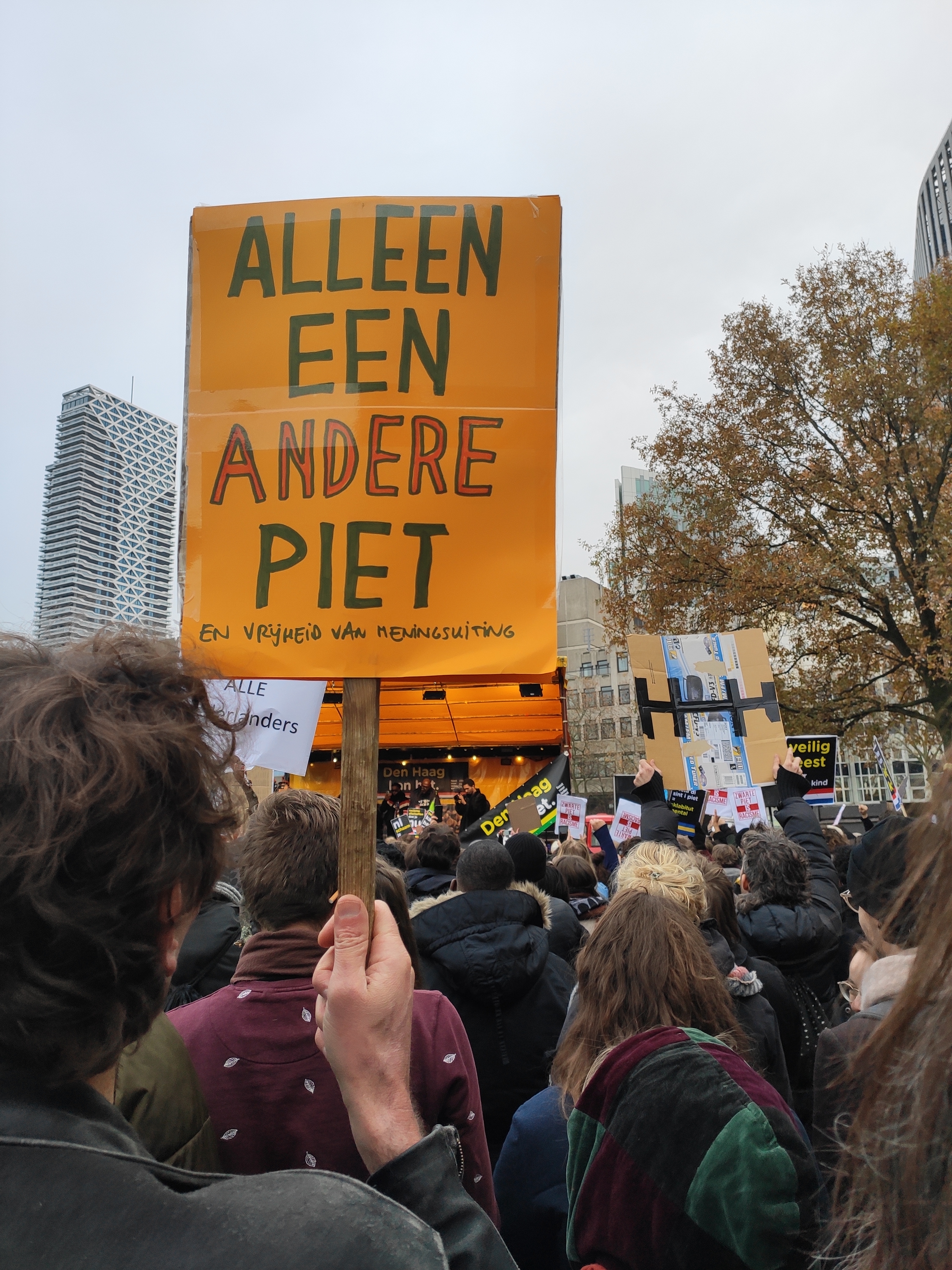
Demonstranten bij een KOZP-manifestatie in Den Haag, 2019

Kick Out Zwarte Piet (KOZP), Engels voor 'Schop Zwarte Piet Eruit', is een Nederlandse actiegroep die de afschaffing nastreeft van de naar zijn overtuiging racistische vertolking van Zwarte Piet tijdens het sinterklaasfeest. Binnen het zwartepietendebat neemt de actiegroep het standpunt in dat het uiterlijk (gezicht geheel zwart of diepdonkerbruin geschminkt, rode lippenstift, oorringen en Afropruiken) en de knechtenrol racistisch, discriminerend en denigrerend zijn.

## Doelstelling
De aanhangers van de actiegroep streven de afschaffing van Zwarte Piet na door middel van het aanwezig zijn tijdens intochten van Sinterklaas en het aldaar met leuzen en protestborden oproepen tot het afschaffen van de traditionele Zwarte Piet. Volgens KOZP mogen de pieten van Sinterklaas niet een geheel zwart of diepdonkerbruin geschminkt gezicht hebben, mogen ze geen rood gestifte lippen hebben en geen oorringen en Afropruiken dragen. Voorstanders van het handhaven van de traditionele Zwarte Piet stellen dat zij niet discrimineren en dat (de rol van) Zwarte Piet traditie is.
Kick Out Zwarte Piet stelt dat de enige aannemelijke verklaring voor het uiterlijk van de traditionele Zwarte Piet de Nederlandse geschiedenis van kolonialisme en slavernij is. De actiegroep staat een sinterklaasfeest voor met alleen roetveegpieten of andere oplossingen waarbij mogelijke verwijzingen naar raciale kenmerken geen rol spelen.

## Geschiedenis
Zwarte Piet is Racisme was een kunstproject van Quinsy Gario (dichter, kunstenaar en activist) en  Jerry Afriyie (dichter en activist) vanuit Stichting Nederland Wordt Beter: bij de Nationale Sinterklaasintocht in Dordrecht op 12 november 2011 droegen Gario en Afriyie T-shirts met de leus ZWARTE PIET IS RACISME. Zwarte Piet is Racisme begon in 2014 samen met Stop Blackface en Zwarte Piet Niet met Kick Out Zwarte Piet. Gario is sindsdien niet meer betrokken bij de campagne.
Afriyie is de leider van KOZP.
KOZP manifesteerde zich voor het eerst vlak voor de intocht van Sinterklaas in Meppel in 2015.

## Dreigingsbeeld controverse
Volgens een artikel van Robert Toret in het Leidsch Dagblad van 30 oktober 2016 verklaarde Afriyie tijdens een KOZP-bijeenkomst in Leiden dat er meerdere actiestrategieën zijn: "De één gaat zingen op de Dam, de ander gaat met een knuppel naar een intocht. Ik vind dat ze allebei de ruimte moeten krijgen." Deze uitspraak wordt door Jerry Afriyie echter ontkend.
In 2017 werd KOZP in het Dreigingsbeeld Terrorisme Nederland (DTN), opgesteld door de Nationaal Coördinator Terrorismebestrijding en Veiligheid (NCTV), vermeld als "extreemlinkse antiracistische actiegroep" onder de kop "Extremisme". NCTV Dick Schoof benadrukte daarbij dat de groep geen geweld gebruikt had. Schoof sloot niet uit dat de beweging potentieel extremistisch en gewelddadig was. In 2019 kwam de NCTV na een klacht van KOZP terug op deze omschrijving en schreef dat KOZP een "activistische organisatie" is die "de politieke besluitvorming tracht te beïnvloeden binnen de grenzen van de wet". Volgens de brief is er "geen sprake van dat KOZP door de NCTV als een links-extremistische organisatie, laat staan een terroristische organisatie is beschouwd". Volgens de brief is dat de reden dat KOZP niet meer opgenomen is in latere versies van het DTN. Wel wordt de Pietendiscussie in het algemeen genoemd onder de kop "Polarisatie", waarbij in 2018 onder andere de snelwegblokkade op de A7 door 'blokkeerfriezen' vermeld wordt; het klemrijden van bussen met demonstranten tegen Zwarte Piet door tegendemonstranten, zodat ze Dokkum, waar de landelijke intocht plaatsvond, niet konden bereiken.)

## Black Lives Matter en het Zwart Manifest
Naar aanleiding van de dood van George Floyd in Minneapolis (Verenigde Staten) op 25 mei 2020 vonden in juni 2020 verscheidene protesten plaats. Op 1 juni 2020 (Tweede Pinksterdag) organiseerde BlackLivesMatterNL, een initiatief van Black Queer & Trans Resistance Netherlands, Kick Out Zwarte Piet en Nederland Wordt Beter, een protest op de Dam in Amsterdam naar aanleiding van de dood van George Floyd. Volgens de organisatoren was het een protest tegen 'anti-zwart politiegeweld in de VS en Europa' en tegen institutioneel racisme. Op de vreedzame demonstratie kwamen naar schatting zo'n vijfduizend mensen af.
In maart 2021 lanceerde de Nederlandse BLM-beweging het Zwart Manifest, met concrete voorstellen om institutioneel racisme aan te pakken en zwarte emancipatie in Nederland te bevorderen. Ministers Wouter Koolmees (Sociale Zaken en Werkgelegenheid) en Kajsa Ollongren (Binnenlandse Zaken en Koninkrijksrelaties en vicepremier) namen het manifest in ontvangst op 10 juni 2021.